# Irichohalticella pilosella
Irichohalticella pilosella är en stekelart som beskrevs av Cameron 1912. Irichohalticella pilosella ingår i släktet Irichohalticella och familjen bredlårsteklar. Inga underarter finns listade i Catalogue of Life.